# James P. Kimball
Pour les articles homonymes, voir Kimball.
James Putnam Kimball (26 avril 1836 - 23 octobre 1913) est un métallurgiste et géologue américain qui est directeur de la Monnaie des États-Unis de 1885 à 1889.

## Biographie

### Jeunesse et études
James P. Kimball naît à Salem, dans le Massachusetts, le 26 avril 1836. En 1854, il entre à la Lawrence Scientific School de l'université de Harvard ; après un an, il se rend à Berlin pour étudier à la Friedrich-Wilhelms-Universität ; il passe ensuite à la Georg-August-Universität de Göttingen, où il obtient un doctorat en 1857. Il entreprend ensuite des études minières à la Technische Universität Bergakademie Freiberg, à Freiberg, en Saxe.
Après avoir fait un tour en Europe, Kimball rentre aux États-Unis pour devenir l'assistant de Josiah Whitney, professeur de géologie à l'université de Harvard. En tant qu'assistant de Whitney, Kimball participe aux études géologiques des régions minières du Wisconsin, de l'Illinois et du sud-est de l'Iowa.

### Carrière militaire
Lorsque le New York State Agricultural College (plus tard fusionné avec l'université Cornell) est fondé à Ovid, dans l'État de New York, Kimball devient professeur de chimie et de géologie économique. Lorsque la guerre de Sécession éclate en 1861, le président du collège, le major M. R. Patrick, est nommé brigadier général des volontaires ; Kimball devient le chef d'état-major du brigadier général Patrick, avec le grade de capitaine. Il sert sur le terrain sous les ordres du général de division Irvin McDowell et assiste à la deuxième bataille de Bull Run (28-30 août 1862), à la bataille de Chantilly (1er septembre 1862), à la bataille de South Mountain (14 septembre 1862), à la bataille d'Antietam (17 septembre 1862), à la bataille de Fredericksburg (11-15 décembre 1862), à la bataille de Chancellorsville (30 avril-6 mai 1863) et à la bataille de Gettysburg (1er-3 juillet 1863). Le général de brigade Patrick est alors nommé prévôt de l'armée du Potomac, et le capitaine Kimball l'accompagne, servant dans l'état-major général sous les ordres des généraux George B. McClellan, Ambrose Burnside, Joseph Hooker et George Meade successivement.

### Retour à la vie civile
Lorsque l'armée prend ses quartiers d'hiver, Kimball démissionne pour reprendre sa vie d'ingénieur des mines à New York. Au cours des années 1860 et 1870, il étudie les mines de charbon et de fer en Pennsylvanie, ainsi que les mines d'argent à Chihuahua, au Mexique, dans l'ouest du Texas et dans l'Utah. Il fait également des recommandations sur la conception des usines, en se basant sur les pratiques métallurgiques européennes. Après son mariage en 1874, il devient professeur honoraire de l'université de Lehigh, à Bethlehem, en Pennsylvanie, et s'y installe, tandis que son bureau professionnel reste à New York. Il est l'un des premiers géologues américains à inspecter les ressources minérales de Cuba et de l'Amérique du Sud et à rédiger des articles à ce sujet.
Il est l'un des premiers membres de l'American Institute of Mining Engineers, contribue à ses transactions et en est le vice-président en 1881-1882.
Il devient président de l'Everett Iron Company, qui joue un rôle majeur dans le développement des mines du comté de Bedford, en Pennsylvanie, en 1883-84.

### Directeur de la Monnaie
En 1885, le président des États-Unis Grover Cleveland nomme Kimball directeur de la Monnaie des États-Unis, poste qu'il occupe de juillet 1885 à octobre 1889. Il est surtout connu pour son rapport critiquant la qualité de la monnaie, qui conduit à l'amélioration de l'équipement de la Monnaie. Il fait ensuite partie de la commission d'analyse annuelle nommée par le président pour garantir la qualité du monnayage.

### Fin de vie et mort
Dans les années 1890-1900, il reprend son activité de consultant à New York. En 1902, il contribue au développement des gisements de charbon de Red Lodge, dans le Montana, où il s'installe à la fin de sa vie avec la famille de son fils. À sa mort, la revue Mining & Scientific Press de San Francisco le qualifie de « pionnier de la géologie minière en Amérique » et dit de lui qu'il a « laissé un travail propre et honorable ».
Kimball épouse Mary Elizabeth Farley le 22 juillet 1874 à Cambridge, dans le Massachusetts. Ils ont trois enfants : Russell, nommé d'après un ancêtre de l'ère révolutionnaire, Edith et Farley. Kimball meurt à Cody, dans le Wyoming, le 23 octobre 1913.